# قشلاق بخشعلي
قشلاق بخشلي (بالإنجليزية: Qeshlaq-e Bakhshali)‏ هي منطقة سكنية تقع في مقاطعة غرمي في إيران. يقدر عدد سكانها بـ 33 نسمة .